# 棋峰试馆
棋峰试馆位于中国江苏省南京市秦淮区钞库街52号，钞库街河房（今李香君故居纪念馆）以西。

## 历史
由安徽泾县人朱棋峰建于明末清初，原用于本族子弟来南京应试时住宿休憩之需，为目前所存不多的与乡试有关的建筑之一。建筑坐西北朝东南，原有西院三进、东院两进，西院较东院增设门厅一进，两院最后一进正房均为临河而建的河厅。建筑后成为普通民宅，1993年被改为南京东方艺术院，后长期作为饭店使用，因多次改造一度面目全非。2017年修缮并恢复历史原貌。